# Spathiphyllum neblinae
Spathiphyllum neblinae är en kallaväxtart som beskrevs av George Sydney Bunting. Spathiphyllum neblinae ingår i släktet Spathiphyllum och familjen kallaväxter. Inga underarter finns listade.